# Hrabstwo Kootenai
Hrabstwo Kootenai (ang. Kootenai County) – hrabstwo w stanie Idaho w Stanach Zjednoczonych. Obszar całkowity hrabstwa obejmuje powierzchnię 1315,69 mil² (3407,62 km²). Według szacunków United States Census Bureau w roku 2009 miało 139 390 mieszkańców. Jego siedzibą administracyjną jest Coeur d’Alene.
Hrabstwo założono 22 grudnia 1864 r. Nazwa pochodzi od plemienia Kutenajów, które zamieszkiwało ten obszar przed przybyciem białego człowieka.

## Miejscowości
- Athol
- Coeur d’Alene
- Dalton Gardens
- Fernan Lake Village
- Harrison
- Hauser
- Hayden
- Hayden Lake
- Huetter
- Post Falls
- Rathdrum
- Spirit Lake
- State Line
- Worley

## CDP
- Conkling Park
- Rockford Bay